# Airco

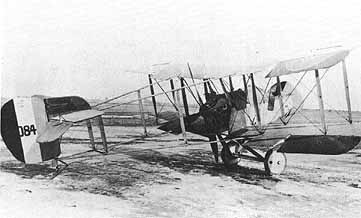
Airco D.H.2

Die Aircraft Manufacturing Company oder kurz Airco war ein britischer Flugzeughersteller, der 1912 von George Holt Thomas in Hendon (heute Stadtteil von London), Großbritannien, gegründet wurde.
Nachdem zunächst französische Farman-Flugzeuge in Lizenz gebaut wurden, stellte man im Jahre 1914 Geoffrey de Havilland als Entwicklungsleiter ein. Im Ersten Weltkrieg baute Airco neben großen Stückzahlen des bekannten Jagdflugzeuges Airco D.H.2 von den Modellen Airco D.H.6 und Airco D.H.9 2280 Stück und etablierte sich damit auch als Hersteller strategischer Bomber.
Die Modelle Airco D.H.16 und Airco DH.18 wurden von der ersten britischen Luftfahrtgesellschaft, der Aircraft Transport and Travel Limited, die ebenfalls im Besitz von George Holt Thomas war, eingesetzt.
Nach dem Ersten Weltkrieg geriet die Gesellschaft jedoch in wirtschaftliche Schwierigkeiten und musste schließlich 1920 Insolvenz anmelden. Die Produktionsanlagen wurden von der Birmingham Small Arms Company, allgemein besser bekannt als BSA, übernommen, die jedoch keine Flugzeuge baute. Was von Airco noch übrig geblieben war, diente Geoffrey de Havilland der Gründung seiner eigenen Firma, die er De Havilland Aircraft Company nannte.
Weitere Flugzeuge des Herstellers sind die Airco D.H.1 und die Airco D.H.4.